# Jonni Myyrä
Jonni Myyrä (Finlandia, 13 de julio de 1892-22 de enero de 1955) fue un atleta finlandés, especialista en la prueba de lanzamiento de jabalina en la que llegó a ser campeón olímpico en 1924.

## Carrera deportiva
En los JJ. OO. de Amberes 1920 ganó la medalla de oro en el lanzamiento de jabalina, llegando hasta los 65.78 metros que fue récord olímpico, superando a sus compatriotas finlandeses Urho Peltonen y Paavo Jaale-Johansson (bronce).
Cuatro años después, en los JJ. OO. de París 1924 volvió a ganar la medalla de oro en el lanzamiento de jabalina, llegando hasta los 66.10 metros, superando al sueco Gunnar Lindström y al estadounidense Eugene Oberst (bronce con 57.98 metros).